# Cantone di Algrange
Il Cantone di Algrange è una divisione amministrativa dell'arrondissement di Thionville-Ovest.
A seguito della riforma approvata con decreto del 18 febbraio 2014, che ha avuto attuazione dopo le elezioni dipartimentali del 2015, è passato da 4 a 16 comuni.

## Composizione
I 4 comuni facenti parte prima della riforma del 2014 erano:
- Algrange
- Knutange
- Neufchef
- Nilvange

Dal 2015 i comuni appartenenti al cantone sono i seguenti 16:
- Algrange
- Angevillers
- Audun-le-Tiche
- Aumetz
- Boulange
- Fontoy
- Havange
- Knutange
- Lommerange
- Neufchef
- Nilvange
- Ottange
- Rédange
- Rochonvillers
- Russange
- Tressange